# Abakar Rozzi Teguil
Abakar Rozzi Teguil, né en 1984 et originaire du Bahr el-Ghazal, est un homme politique tchadien.
Depuis le 12 octobre 2022, il est ministre du Développement touristique, de la Culture et de l'Artisanat ,.

## Biographie
Abakar Rozzi Teguil est né en 1984 au Barh el-Ghazal.

### Formation
Titulaire d'un Baccalauréat scientifique, il obtient un Master en comptabilité et gestion financière au centre africain d'étude supérieure de Gestion de Dakar en 2009. Il est intégré à la fonction publique tchadienne en 2011.

### Parcours politique
En 2011, il est intégré à la fonction publique au Ministère des finances et du budget. De septembre 2011 à septembre 2014, il est nommé conseiller économique à l'ambassade du Tchad au Qatar. De juin 2017 à octobre 2022, il est nommé Directeur Général de l'office national pour la promotion du tourisme, de l'Artisanat et des arts.
Le 12 octobre 2022, il est nommé ministre du Développement touristique, de la Culture et de l'Artisanat.
Le 27 février lors de la 29ème édition du Festival du cinéma africaine de Ouagadougou ( FESPACO), Abakar Rozzi a été élevé officier de l'ordre de l'Etalon du Burkina.